# Irene von Alberti

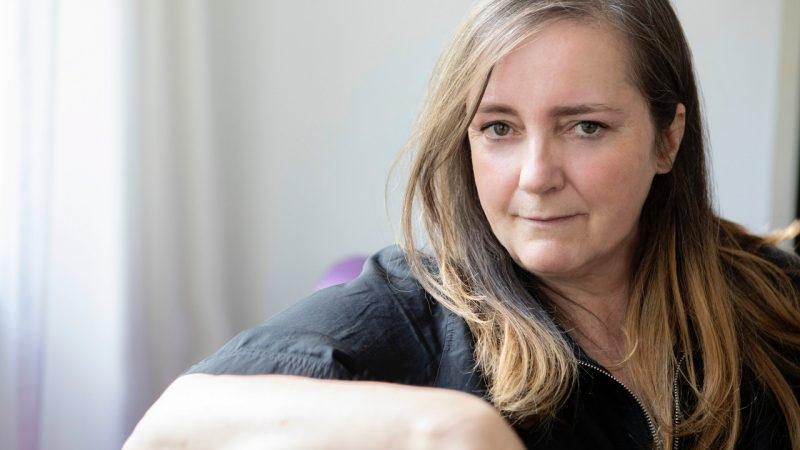
Irene von Alberti (2022)

Irene von Alberti (* 30. Januar 1963 in Stuttgart) ist eine deutsche Filmregisseurin und Filmproduzentin sowie Drehbuchautorin. Sie ist Mitglied der Deutschen Filmakademie und Jurymitglied diverser Filmfestivals.

## Leben und Werk
Irene von Alberti studierte von 1983 bis 1988 Medientechnik in Stuttgart mit dem Abschluss Diplom-Ingenieur (FH). Von 1988 bis 1992 studierte sie an der Hochschule für Fernsehen und Film München. Während des Studiums arbeitete sie als Kameraassistentin und als Kamerafrau für Spielfilme.
Zusammen mit Frieder Schlaich gründete sie 1989 die Filmgalerie 451 als Filmproduktionsfirma und DVD-Label für Arthouse-Filme. Seit 1993 arbeitet sie als Filmproduzentin, Regisseurin und Drehbuchautorin. 2014 war sie Mitglied der Vorauswahljury Deutscher Filmpreis, und sie ist Jurymitglied diverser Filmfestivals. Irene von Alberti war als Lehrbeauftragte der Universität der Künste und dem Institut für zeitbasierte Medien in Berlin tätig. Sie führte Seminare für die Filmarche Berlin und die Filmschule Hamburg Berlin durch.
Irene von Alberti ist eine Befürworterin der Frauenquote: „Frauen machen andere Filme. Ich kann dir wirklich bei einzelnen Szenen mit einer Trefferquote von 90 % sagen, ob das eine Frau oder ein Mann gemacht hat. Ich glaube, da gibt es ein paar Kriterien für die Inszenierung oder wie die Rollen geschrieben sind“. Als Produzentin wünscht sie sich mehr Bekenntnis zu Kunstfilm oder künstlerischem Film und mehr Kontakt zum Publikum.

## Filmografie (Auswahl)

### Regisseurin und Drehbuchautorin
- 1994: Zwischenhalt in Corazón
- 1995: Paul Bowles – Halbmond
- 2005: Stadt als Beute (mit dem Autor des gleichnamigen Stücks, René Pollesch)
- 2008: Tangerine
- 2017: Der lange Sommer der Theorie (mit dem Autor des gleichnamigen Buchs, Philipp Felsch)
- 2024: Die geschützten Männer

### Produzentin
- 1999: Otomo
- 2012: Parabeton – Pier Luigi Nervi und römischer Beton
- 2012: Weil ich schöner bin
- 2012: Continuity
- 2016: Der traumhafte Weg
- 2017: Naomis Reise
- 2017: Der Hauptmann
- 2020: Schlingensief – In das Schweigen hineinschreien
- 2023: Seneca – Oder: Über die Geburt von Erdbeben (Seneca)